# Rambluzin-et-Benoite-Vaux
Rambluzin-et-Benoite-Vaux é uma comuna francesa na região administrativa de Grande Leste, no departamento de Meuse. Estende-se por uma área de 18,42 km². Em 2010 a comuna tinha 105 habitantes (densidade: 5,7 hab./km²).